# Aixa Salvador García
Aixa Salvador García (Castelló, 12 d'octubre de 2001) és una futbolista valenciana que juga com a davantera per al Vila-real.
Salvador va començar la seua carrera al Vila-real B. Només tenia 13 anys quan va començar a jugar al Vila-real B i va ascendir a l'equip sènior del Vila-real als 14 anys. Durant un any va jugar al Reial Betis.